# Император Ритю
Император Ритю (яп. 履中天皇 ритю: тэнно:) — 17-й император Японии, правивший с 12 марта 400 по 29 апреля 405 года. Личное имя — Оэ-но-идзаовакэ.
Сын императора Нинтоку, брат императора Ингё, дядя императора Юряку.